# Acalypha variegata
Acalypha variegata é uma espécie de flor do gênero Acalypha, pertencente à família Euphorbiaceae.